# Société Mathématique de France

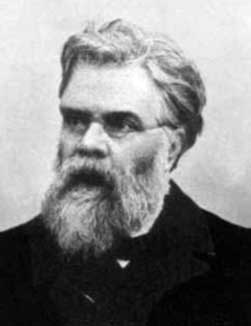
Émile Lemoine

De Société Mathématique de France (SMF) is een professioneel genootschap over wiskunde uit Frankrijk.

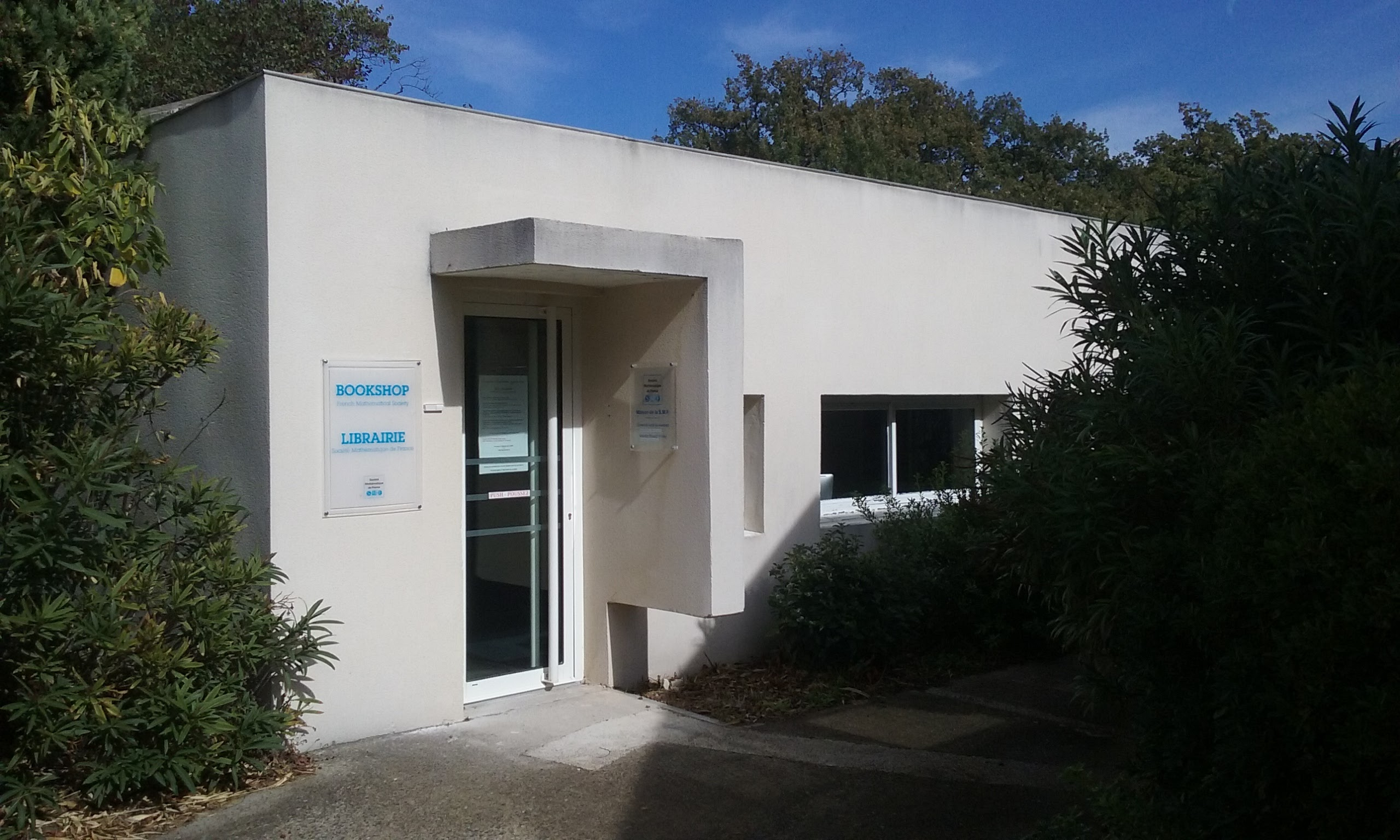
La Maison de la SMF in Luminy, Marseille, Frankrijk.

Het genootschap werd gesticht in 1872 o.a. door Émile Lemoine (1840-1912) en is een van de oudste wiskundige genootschappen die bestaan.